# كلايد براون
كلايد براون (بالإنجليزية: Clyde Browne)‏ هو لاعب كرة قدم غياني، ولد في 1953 في جورج تاون في غيانا. لعب مع Clemson Tigers ‏.